# مصنعة البلاغيم (دوعن)

تعديل مصدري - تعديل

مصنعة البلاغيم هي إحدى قرى عزلة صيف بمديرية دوعن التابعة لمحافظة حضرموت، بلغ تعداد سكانها 121 نسمة حسب تعداد اليمن لعام 2004.